# Richard Overton Hunziker
Richard Overton Hunziker (1916 – 29. maj 1971), var generalmajor i United States Air Force. Han var leder af operationen Project Crested Ice, der forestod oprydningen efter et nedstyrtet B-52-bombefly den 21. januar 1968 i North Star Bay tæt på Thule Air Base; den såkaldte Thuleulykke.
Camp Hunziker i nærheden nedstyrtningsstedet, der var base for oprydningen efter Thuleulykken er opkaldt efter General Richard Overton Hunziker. Her arbejde amerikansk og dansk personale med at indsamle vragdele.
Hunziker var kamppilot under anden verdenskrig, hvor han gennemførte 200 kampmissioner i Afrika og Sydeuropa.